# Marown
Marown est une paroisse administrative et insulaire de l'île de Man, située dans le sheading de Middle.

## Géographie et administration
Marown est l'une des trois paroisses composant le sheading de Middle (qui inclut aussi les paroisses de Braddan et Santon).
Avec une superficie d'environ 23 km2, elle a la particularité d'être la seule paroisse de l'île à être totalement enclavée à l'intérieur des terres.
Elle comprend les villages de Glen Vine et de Crosby.
Le capitaine de la paroisse est Charles Fargher JP. Elle dépend de la circonscription électorale de Middle.

## Patrimoine

### Églises paroissiales
L'église paroissiale de Marown est la nouvelle église de saint Runius (Saint Runius New Church), mais elle englobe aussi celle de saint Runius l'Ancienne (Saint Runius Old Church) et celle de saint Luc (Saint Luke Church). Le pasteur est le révérend Ian Davies.
L'ancienne église date de 1200 environ. Elle fut agrandie en 1754 et remplacée par la nouvelle église vers 1860. Selon la légende, trois évêques furent inhumés à saint Runius l'Ancienne : Lonnan, Connaghan et Runius.

### Manoirs et demeures
On trouve aussi des demeures chargées d'histoire comme le manoir d‘Ellerslie Manor, le manoir de Ballacotch (autrefois appelé Hope Lodge) et Ballavagher House.

### Patrimoine archéologique
Le cercle de Braaid est un site celte et norrois constitué d'un mur circulaire.

## Éducation
L'école primaire de la paroisse fut construite dans les années 1980. Elle se situe dans le village de Glen Vine. L'école fut agrandie en 2001. Sa principale est Mlle Carol Maddrell.
On trouve aussi, sur la paroisse de Marown, une ancienne école, située à Crosby, près de l'ancienne église saint Runius. Les bâtiments de l'ancienne école sont aujourd'hui destinés à l'enseignement des langues étrangères et servent aussi de centre de formation pour les professeurs de l'île.

## Personnalités liées à la paroisse
Des artistes renommés résident dans la paroisse, notamment Rick Wakeman, claviériste du groupe de rock progressif Yes, ou le chef cuisinier Kevin Woodford.